# Albert Collett
Carl Albert Collett, född 17 april 1877 i Dals-Eds församling, Älvsborgs län, död 25 januari 1939 i Engelbrekts församling i Stockholm, var en svensk arkitekt och företagsledare.

## Biografi

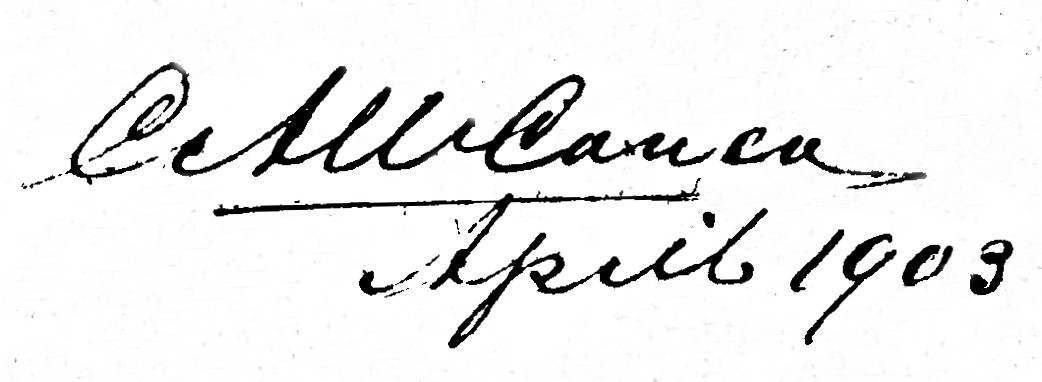
Colletts namnteckning.

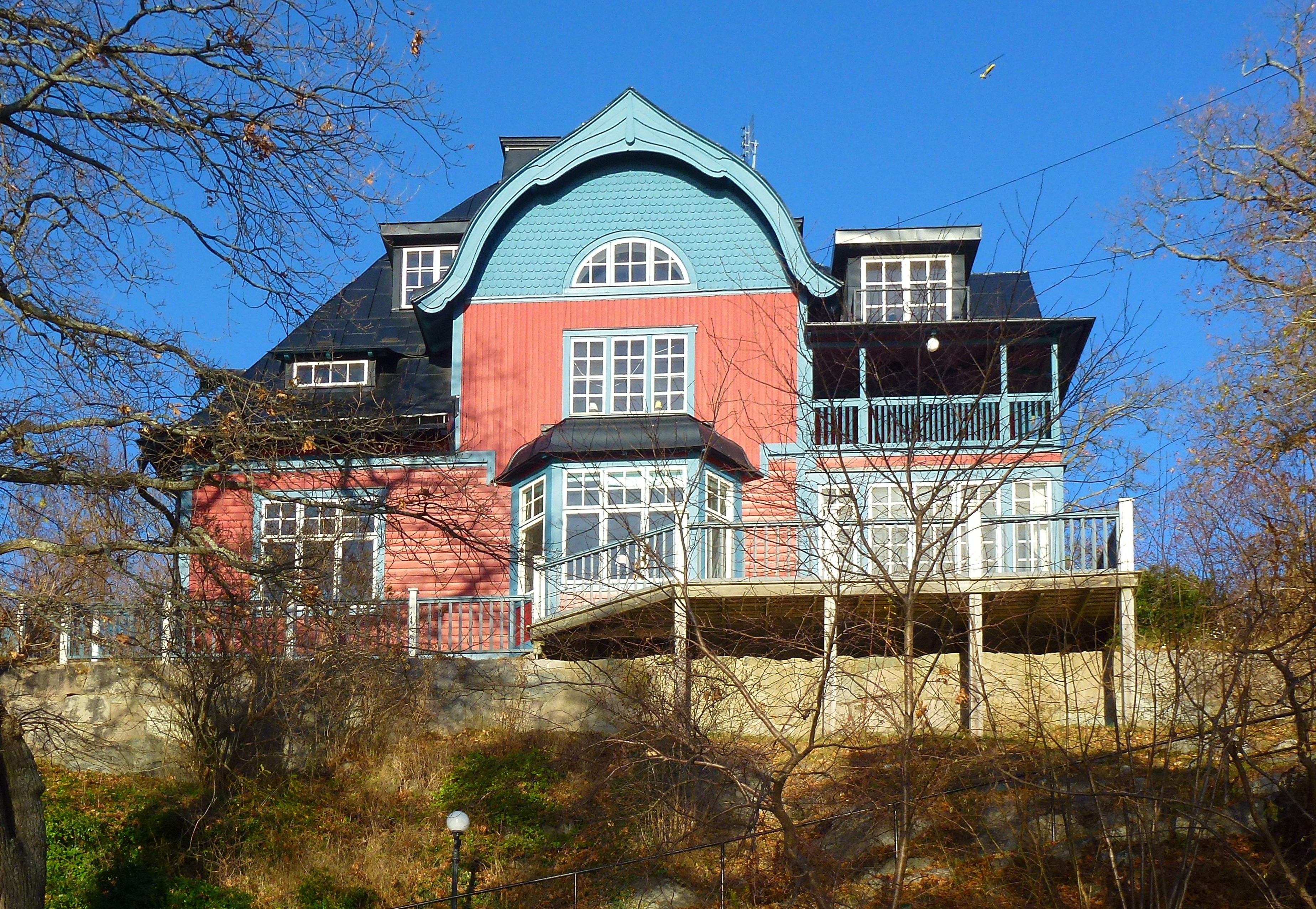
Villa Solbacka på Baggensudden i Saltsjöbaden, ritades av Collett 1903.

Albert Collett var son till järnvägsingenjören Nicolai Arbo Collett (1841–1921) och Josefine Lucie Collett (född Holmsen). Collett utbildade sig till arkitekt vid Tekniska skolan i Stockholm 1896–1898 och vid Kungliga Tekniska Högskolan 1903–1904. Från och med 1898/1899 var han anställd hos arkitekt Isak Gustaf Clason. Han blev dess främste medarbetare och kontorschef 1906. År 1918 ingick han delägarskap med Clason och var knuten till kontoret fram till Clasons bortgång 1930. Albert Collett är begravd på Norra begravningsplatsen utanför Stockholm.

## Verk
Bland hans arbeten finns i princip allt som Clasons kontor sysslade med, som Nordiska museet (1898), Hallwylska palatset (1898), ombyggnad av Brandstodsbolagets hus (1903), Villa Mariehill, tillsammans med Isak Gustaf Clason (1904), Norrköpings rådhus (1907), ombyggnad av Steninge slott (1908–1909), Carl Gustaf Dahlerus villa på Lidingö (1908), Norrlands nation i Uppsala (1909–1910) samt flera villor i Stockholm och i landet (1908–1917). Sina ritningar undertecknade han ofta med C Alb Collett. Efter 1922 var Collett chef och ägare av Stockholms Galvaniseringsfabrik i Liljeholmen.